# Cebus malitiosus
El capuchino de frente blanca de Santa Marta (Cebus malitiosus) es una especie del género Cebus de Colombia. Anteriormente se consideraba una subespecie de Cebus albifrons o un sinónimo del capuchino de cara blanca colombiano (C. capucinus), pero Mittermeier y Rylands lo elevaron a especie en 2013, siguiendo trabajos previos de Rylands, Hershkovitz, Cooper y Hernandez-Camacho.  The IUCN follows this taxonomy.
El rango del capuchino de frente blanca de Santa Marta está restringido a los bosques cerca de la base noroeste de la Sierra Nevada de Santa Marta en el norte de Colombia. Los machos tienen una cabeza y un cuerpo de aproximadamente 45.7 cm de largo y una cola de aproximadamente 43.3 cm de largo.